# (36875) 2000 SS151
2000 SS151 (asteroide 36875) é um asteroide da cintura principal. Possui uma excentricidade de 0.10683100 e uma inclinação de 2.73107º.
Este asteroide foi descoberto no dia 24 de setembro de 2000 por LINEAR em Socorro.